# Казокон
Казокон (тадж. Қазоқон, до марта 2022 г. — Казактар) — село в сельском джамоате Саритал Лахшского района. Расстояние от села до центра района (пгт Вахдат) — 35 км, до центра джамоата (село Саритал) — 4 км. Население — 601 человек (2017 г.), таджики. Население в основном занято сельским хозяйством.

## Этимология
Слово қазоқон и слово қазақтар (казактар) с таджикского и киргизского соответственно означает казахи.